# Dretelj
Dretelj är en ort i Bosnien och Hercegovina.   Den ligger i entiteten Federationen Bosnien och Hercegovina, i den södra delen av landet, 100 km sydväst om huvudstaden Sarajevo. Dretelj ligger 11 meter över havet och antalet invånare är 616.
Terrängen runt Dretelj är huvudsakligen kuperad, men söderut är den platt. Dretelj ligger nere i en dal. Närmaste större samhälle är Ljubuški, 15,6 km nordväst om Dretelj. 
Trakten runt Dretelj består till största delen av jordbruksmark. Runt Dretelj är det ganska tätbefolkat, med 93 invånare per kvadratkilometer.